# Le Cake-walk infernal
Le Cake-walk infernal je francouzský němý film z roku 1903. Režisérem je Georges Méliès (1861–1938). Film trvá zhruba 5 minut.

## Děj
Skupina tanečníků a tanečnic předvádí cakewalk v pekle.

## Obsazení
| Georges Méliès | Mefistofeles |